# تد دریک
تد درِیک (به انگلیسی: Ted Drake) (زاده ۱۶ آگوست ۱۹۱۲ در ساوت‌همپتون - درگذشته ۳۰ مه ۱۹۹۵ لندن) بازیکن فوتبال سابق تیم ملی فوتبال انگلستان است. وی سال‌ها در تیم آرسنال بازی کرده‌است. همچنین وی به مدت ۹ فصل سرمربی باشگاه چلسی بوده‌است.